# Gregorio Selser
Gregorio Selser (Buenos Aires, 2 de julio de 1922-Ciudad de México, 27 de agosto de 1991) fue un periodista e historiador argentino.

## Datos biográficos
"Autodidacta -fue aprendiz de relojero, estudió en escuelas nocturnas y cursó sólo ocho meses de Sociología-, Selser se formó a través de la lectura de novelas y poemas; a la vez se nutrió de biografías y libros de historia."

Selser fue reconocido por sus críticos como «un latinoamericanista comprometido con la libertad y la justicia».
Luego del golpe de Estado de 1976 en Argentina, debió exiliarse en México con su esposa y sus tres hijas —Irene, Gabriela y Claudia—, quienes también habrían de dedicarse al periodismo.
Visitó varios países entre ellos Cuba y Nicaragua. En 1991, afectado por un diagnóstico de cáncer óseo en metástasis, se quitó la vida lanzándose desde las escaleras del edificio donde vivía en la Ciudad de México, a la edad de 69 años.

## Trayectoria profesional
En 1955, comenzó a trabajar como corresponsal en Argentina del semanario uruguayo Marcha. En 1956, entró como redactor del matutino La Prensa en Buenos Aires. En 1964, empezó como colaborador de la agencia noticiosa IPS. Desde 1968 hasta 1973, fue, bajo el pseudónimo "Manuel Iuffe", jefe de redacción de Raíces, publicación de la OSA, Buenos Aires.
En 1976, exiliado en México, trabajó como investigador del Instituto Latinoamericano de Estudios Transnacionales. En 1979, comenzó como editorialista internacional en el periódico El Día. En 1982, fue profesor de estudios de posgrado en la Universidad Nacional Autónoma de México. En 1988, comenzó a colaborar con el periódico La Jornada. En 1990, colaboró con el periódico El Financiero. En esos medios, publicó más de mil artículos.

## Legado de Gregorio Selser
El archivo personal de Gregorio Selser (conocido con el nombre Archivo Gregorio y Marta Selser) se donó a la UACM para su estudio, y forma parte del Centro Académico de la Memoria de Nuestra América. Consta de tres fondos documentales:
- Fuentes para la investigación y registro de hechos históricos acopiados por Gregorio Selser (1938-2008), que contiene el seguimiento en prensa de los procesos históricos de América Latina, el Caribe, Estados Unidos y el mundo, por país. Temáticas específicas de acuerdo con las secciones del fondo, las cuales corresponden a las líneas de investigación trabajadas por Selser.
- Documentos personales de Gregorio Selser (1930- 2009), en el que están depositados los documentos de seguimiento a su actividad política, su correspondencia personal y algunos textos referentes al estudio de su trabajo realizados por especialistas después de su muerte.
- Textos de Gregorio Selser (1930 -1991), compuesto por los artículos y textos escritos por el periodista: libros, artículos periodísticos, colaboraciones, ensayos, inéditos y proyectos de investigación desarrollados a lo largo de su vida.

## Libros
- Sandino, general de hombres libres. Buenos Aires: Pueblos Unidos de América, 1955. Este libro ha sido reeditado en diversas ediciones en toda América Latina.[5]
- Situación político-social de América Latina (informe de la FUA. Buenos Aires: Perrot, 1957.
- El pequeño ejército loco: Operación México-Nicaragua. Editorial Triángulo, Buenos Aires: 1958. Este libro ha sido reeditado en diversas ediciones en toda América Latina.[5]
- Sandino, general de hombres libres (versión definitiva ampliada en dos tomos), prólogo de Miguel Ángel Asturias. Editorial Triángulo, Buenos Aires: 1959. Este libro ha sido reeditado en diversas ediciones en toda América Latina.[5]
- El Guatemalazo. Buenos Aires: Iguazú, 1961.
- Diplomacia, garrote y dólares en América Latina. Buenos Aires: Palestra, 1962.
- El rapto de Panamá: de cómo los Estados Unidos inventaron un país y se apropiaron de un canal. Buenos Aires: Alcándara, 1964.
- Alianza para el Progreso, la mal nacida. Buenos Aires: Iguazú, 1964.
- Argentina a precio de costo: el gobierno de Frondizi. Buenos Aires: Iguazú, 1965.
- ¡Aquí, Santo Domingo! La tercera guerra sucia. Buenos Aires: Palestra, 1966.
- Espionaje en América: el Pentágono y las técnicas sociológicas. Buenos Aires: Iguazú, 1966.
- De Dulles a Raborn: la CIA, métodos, logros y pifias del espionaje. Buenos Aires: Ediciones de Política Americana, 1967.
- Punta del Este contra Sierra Maestra. Buenos Aires: Hernández Editor, 1968.
- La CIA en Bolivia. Buenos Aires: Hernández Editor, 1970.
- Los cuatro viajes de Cristóbal Rockefeller (con su informe al presidente Nixon). Buenos Aires: Hernández Editor, 1971.
- De la CECLA a la MECLA, o la diplomacia panamericana de la zanahoria. Buenos Aires: Carlos Samonta Editor, 1972.
- Onganiato. Editor Carlos Samonta. Buenos Aires, Argentina, 1973
- Una empresa multinacional: la ITT en Estados Unidos y en Chile. Buenos Aires: Granica, 1974.
- Chile para recordar. Buenos Aires: Ediciones Crisis, 1974.
- Los marines: intervenciones norteamericanas en América Latina. Buenos Aires: Ediciones Crisis, 1974.
- El Pentágono y la política exterior estadounidense (coautoría con Carlos Díaz). Buenos Aires: Ediciones Crisis, 1975.
- De cómo Nixinger desestabilizó a Chile. Buenos Aires: Hernández Editor, 1975.
- Trampas de la información y neocolonialismo (con Rafael Roncagliolo). México DF: ILET (Instituto Latinoamericano de Estudios Transnacionales), 1979.
- La batalla de Nicaragua (en colaboración con Ernesto Cardenal, Gabriel García Márquez y Daniel Waksman Schinka), México DF: Bruguera Mexicana, 1980.
- Apuntes sobre Nicaragua. CEESTEM, Editorial Nueva Imagen, México DF, 1981.
- Bolivia, el cuartelazo de los cocadólares. Mex-Sur Editorial, México D. F, 1982.
- Reagan, de El Salvador a las Malvinas. Mex-Sur Editorial, 1982.
- Sandino, en coautoría con Cedric Belfrage, 1982.
- Honduras, república alquilada (tomo I). México DF: Mex-Sur, 1983.
- Nicaragua, de Walker a Somoza. México DF: Mex-Sur, 1984.
- Informe Kissinger contra Centroamérica. México DF: El Día en Libros, 1984.
- Cinco años de agresiones estadounidenses contra Centroamérica y el Caribe, 1979-1984. Guadalajara (México): Editorial de la Universidad de Guadalajara, 1984.
- Salvador Allende y Estados Unidos: la CIA y el golpe militar de 1973. Puebla (México): Universidad Autónoma de Puebla (Archivo Salvador Allende), 1987.
- El «Documento de Santa Fe», Reagan y los derechos humanos. México DF: Alpa Corral, 1988.
- Panamá: autodeterminación versus intervención de Estados Unidos (con Pedro Buskovic C., Diego Prieto y Carlos Fazio). México DF: CIDE, 1988.
- Panamá: érase un país a un canal pegado. México DF: Universidad Obrera de México, 1989.
- La violación de los derechos humanos en los Estados Unidos. México DF: Editorial Mestiza, 1989.
- Los Documentos de Santa Fe I y II. Universidad Obrera de México, México DF, 1990. Traducción de Gregorio Selser y Stephen A. Hasam.
- Los días del presidente Allende. México DF: Universidad Autónoma Metropolitana-Azcapotzalco (Archivo Salvador Allende), 1991.

De manera póstuma se publicaron:
- Luchas sindicales históricas de los obreros en Estados Unidos.
- Cronología de las intervenciones extranjeras en América Latina (En 4 volúmenes). Publicados por la Universidad Autónoma de la Ciudad México en 2010.
- La restauración conservadora y la gesta de Benjamín Zeledón: Nicaragua-USA, 1909-1916. Managua. Aldilà Editor, 2001.

## Premios
- Managua, 1983: Orden de la Independencia Cultural «Rubén Darío», del gobierno sandinista de Nicaragua.
- Praga, 1988: Premio Internacional de la OIJ (Organización Internacional de Periodistas).